# Pod Młynarzką

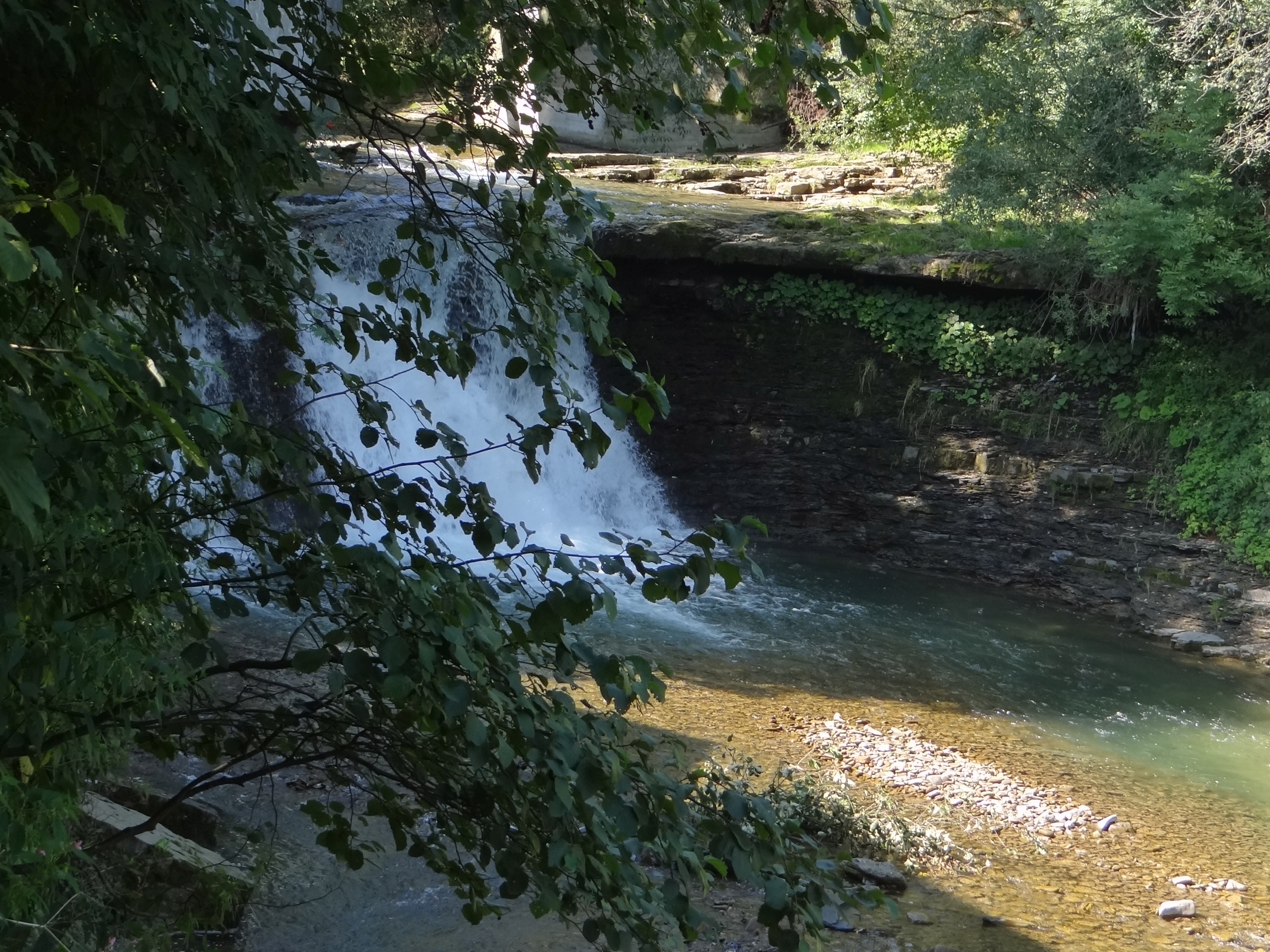

Wodospad „Pod Młynarzką” – wodospad na rzece Kacwinianka w miejscowości Kacwin, w województwie małopolskim, w powiecie nowotarskim, w gminie Łapsze Niżne. Znajduje się w zabudowanym obszarze tej miejscowości, tuż poniżej mostu pod kościołem.
Jest to wodospad na naturalnym progu skalnym. Ma prawie 7 metrów wysokości, a jego szerokość to ok. 10 metrów. Dawniej istniał przy nim tartak i młyn napędzane kołem wodnym. Wodę do nich doprowadzano drewnianą rynną z progu nad wodospadem. Urządzenia te od dawna już były nieczynne, a w 1977 r. znacznie zostały zniszczone przez wielką powódź.
Dostęp do wodospadu jest bardzo trudny – zarówno z powodu pionowych i wysokich skarp, jak i z powodu szczelnych ogrodzeń przy prywatnych zabudowaniach po obydwu stronach rzeki. Ogrodzenia te na znacznej długości całkowicie uniemożliwiają dostęp do rzeki.
Na Kacwiniance znajduje się jeszcze kilka innych wodospadów. Jeden z nich – Wodospad pod Upłazem jest udostępniony turystycznie.